# Бердникова, Августа Васильевна
А впереди — как живая песня

Идёшь ты, стараясь быть незаметней,

Девушка в полушубке — воскресни…

Такой же юной, двадцатидвухлетней!
Людей спасавшая из «поезда смерти», 
Врагами приговоренная к казни,
 Идешь ты. И черные, будто черти,
 Шахтеры с тобой идут, как на праздник!
Августа Васильевна Бердникова (24 ноября 1897 — 21 октября 1974) — псевдоним «Товарищ Елена», революционерка, в годы Гражданской войны — активная участница большевистского подполья, организатор антиколчаковского сопротивления в Сибири. Член Ново-Николаевского горкома, Иркутского губкома, секретарь Черемховского уездного комитета РКП(б). Кавалер Ордена Ленина (1967). Старшая сестра разведчицы Веры Бердниковой.

С её именем связаны такие важнейшие события в период окончательного разгрома Колчака: освобождение узников «эшелона смерти» — двух сотен большевиков — под Черемховом; операция по перехвату золотого запаса Республики и пленению самого «верховного правителя».— «Они боролись за власть Советов», сборник, 1988 год

## Биография
Родилась в 1897 году в Красноярске в семье железнодорожного рабочего.
В 1905 году семья переехала в Ново-Николаевск (ныне — Новосибирск).
Училась в Первой Ново-Николаевской женской гимназии.
Работала учителем в деревне.
В июле-сентябре 1917 года — инструктор в культпросветотделе Ново-Николаевского уездного Совета крестьянских депутатов.
Член РСДРП(б) с октября 1917 года, рекомендацию о приёме её в члены партии дал Ф. П. Серебренников.
В феврале 1918 года избрана в состав Ново-Николаевско горкома РСДРП(б), с 10 марта — помощник его председателя П. А. Коваленко, заведующая пропагандистским отделом, стояла у истоков создания и сотрудничала с будущей главной сибирской газетой «Дело революции».
Одна из главных организаторов будущего комсомола Новосибирска — «Союза пролетарской молодёжи» и молодёжного отделения Красной гвардии в Ново-Николаевске.
Во время чехословацко-белогвардейского переворота 26 мая 1918 года была арестована, но через два месяца освобождена.
Летом организовывала забастовки рабочих, выпускала листовки, в сентябре 1918 года снова избрана в теперь уже в подпольный горком.
4 марта 1919 года была арестована, но уже 8 марта совершила побег, укрывшись в доме своей бывшей учительницы К. С. Полянской, затем скрывалась на квартире директор гимназии С. П. Тыженова, который предоставил ей документы — выписал для неё ученическое удостоверение. Через две недели уехала в Иркутск, где была избрана в члены подпольного Иркутского комитета РКП(б).

Руководила мной член подпольного партийного комитета Елена Васильевна Бердникова. Невысокого роста, шатенка с голубыми глазами, с доброй приветливой улыбкой, она располагала к себе. Тихая и скромная в обычной обстановке, она была удивительно хладнокровна в минуту опасности.— Д. С. Жиркова, член иркутской подпольной организации РСДРП(б)
Осенью 1919 года была избрана секретарём Черемховского уездного комитета партии. Активный организатор акнтиколчаковского сопротивления: 6 декабря 1919 года на Андреевском руднике по предложению Елены на сборе коммунистов выработан плана вооруженного выступления. 17 декабря на квартире шахтёра Рассушинских копей коммунисты слушали сообщение Бердниковой о ходе подготовки к вооруженному выступлению. 19 декабря объявлена всеобщая забастовка.

Энергичная работа большевиков под руководством Елены Васильевны дала ощутимые результаты. Черемховская коммунистическая организация в числе первых в губернии была готова к решительной схватке. Комитет РКП(б) во главе с Еленой Бердниковой взял руководство восстанием в свои руки и провозгласил главной его целью восстановление Советской власти.— Земля Иркутская, 1917—1967
23 декабря 1919 года по разработанном ей плану и под её руководством подпольщики и партизаны сумели спасти на станции Забитуй узников «эшелона смерти» шедшего в Читу к атаману Семенову для расправы — 266 человек, в том числе известные большевики: организатор партизанских отрядов венгр Ференц Патаки, А. В. Померанцева, А. И. Плотников и другие.
Под руководством «товарища Елены» большевики Черемхова подняли рабочих всех шахт угольного бассейна, и опираясь на рабочие отряды и партизан, организовали восстание.
28 декабря 1919 года город Черемхово был освобождён — фактически первыми в Приангарье черемховцы свергли колчаковскую власть.
Развив успех, взяли под контроль прилегающие железнодорожные станции, овладели телеграфом, и узнав о продвижении поезда с Колчаком и золотым запасом, оказали помощь в аресте «правителя Сибири». 12 января на станции Гришево отряды вооруженных черемховцев остановили поезд Колчака, и 15 января он прибыл в Иркутск под их конвоем.

Елена, как звали её товарищи, сумела быстро сколотить крепкую большевистскую организацию, которая развернула кипучую деятельность, установила связи со всеми предприятиями и шахтами района, а также с партизанским отрядом черемховских шахтёров. … Возгласами одобрения и аплодисментами были встречены выступления Елены, члена партийного комитета А. В. Померанцевой, большевика Ивана Кудрявцева и других товарищей, призвавших задержать поезда с Колчаком и золотым запасом. — Кладт А. - Быль о «Золотом эшелоне», 1962 год - одно из первых исследований по «золотому эшелону»

Черемховским шахтёрам довелось сыграть важную роль в уничтожении Колчака и его правительства. Большевистская организация города проявила много инициативы и энергии, чтобы арестовать Колчака и спасти золотой запас России… Черемховцы задержали поезд Колчака, шедший под чешской охраной из Нижнеудинска…— командир Балаганской партизанской дивизии Н. В. Дворянов
В марте 1920 года отозвана в Иркутск, работала в составе Иркутского горкома партии.
В 1920—1922 годах — «выполняла особые задания» политотдела 5-й Красной Армии, с которой прошла боевой путь до Владивостока.

### После Гражданской войны
В 1923—1926 годах — в Хабаровске, в распоряжении Дальбюро ЦК РКП(б), работала заместителем секретаря Хабаровского губкома РКП (б), инструктором Хабаровского укома РКП (б).
В 1926—1930 годах училась в Москве в Академии коммунистического воспитания им. Н. К. Крупской.
В 1931—1933 годах продолжила обучение на историческом факультете Института красной профессуры.
В 1931—1933 годах преподавала в Высшей школе профсоюзного движения.
В 1934 году вернулась в Сибирь, работала в Сибистпарте, с осени 1937 года работала редактором в Западно-Сибирском краевом отделении ОГИЗ РСФСР.
Персональный пенсионер союзного значения. Активно участвовала в общественной жизни до конца жизни.
С 1933 по 1974 год жила в Новосибирске в доме № 8 по улице Советской.

Была у Елены Васильевны Бердниковой. Жалею, что у меня нет магнитофона. Елена Васильевна — очень скромная, худенькая пожилая женщина в очках, ходит с палкой. Сидит целый день над бумагами. Без обеда. Пьет чай. Последнюю десятку куда-то засунула. Поглощена чужими судьбами. Петя Воронин рассказывал, что после первой операции она подошла к нему: «Товарищ Петя! У вас сейчас трудное время. Болезнь. Двое детей. Я получаю большую пенсию (сто рублей!). Мне столько не надо. Разрешите, я половину буду отдавать вашим детям…» Когда Петя отказался, она чуть не заплакала…— писатель Н. В. Макарова, старший редактор журнала «Новый мир», запись в дневнике за апрель 1966 года
В 1967 году награждена Орденом Ленина.
Умерла в 1974 году.

## Память
В честь неё названа одна из центральных улиц города Черемхово. Имя Е. В. Бердниковой было присвоено школам в Новосибирске и Черемхове.
В Новосибирске на доме № 8 по улице Советской была установлена мемориальная доска:

«В этом доме с 1933 по 1974 год жила Августа (Елена) Васильевна Бердникова (1897—1974 гг.). Член КПСС с октября 1917 г., одна из организаторов и руководителей большевистского подполья в Новоннколаевске».
Также мемориальная доска установлена в городе Черемхове на одноэтажном деревянном доме по улице Первомайской, № 99:

«Здесь проводила совещания подпольщиков бесстрашная революционерка Е. В. Бердникова — организатор антиколчаковского восстания черемховского пролетариата».

## В культуре
Под своим именем выведена действующим лицом в поэме Казимира Лисовского об адмирале Колчаке «Сумасшедший поезд», последнюю главу которой предваряет посвящение Елене-Августе.
Нина Макарова написала о ней документальную повесть «Неуловимая», впервые была напечатана в журнале «Сибирские огни» № 6-7 за 1984 год, через год вышла отдельным изданием.